# شريان سري وحيد
الشريان السري الوحيد (بالإنجليزية: single umbilical artery)‏ واختصاراً (SUA) هي حالة وجود شريان وحيد في الحبل السُرّي  وهذه الحالة تحدث فيما يقرب من 1 إلى 100 أو 1 إلى 500 من إجمالي حالات الحمل مما يجعل عيوب الحبل السري هي الأكثر شيوعاً وهو أمرٌ شهير الحدوث في حالات الولادات المتعددة وسببه غير معروف.
أغلب الأحبال السرية لها زوجُ من الشرايين و وريدٌ واحد، الوريد يحمل الدم المؤكسج من المشيمة إلى الجنين والشرايين تحمل الدم غير المؤكسج من الجنين إلى المشيمة. في ما يقرب من 1٪ من حالات الحمل لا يوجد سوى وريدٌ واحد وشريان واحد على غيرِ المعتاد. في حوالي 75٪ من تلك الحالات يكونُ الجنينُ  طبيعياً تماماً صحياً ولا أثر لغياب الشريان المفقود على الإطلاق حيثُ يمكن لشريانٍ واحد أن يدعم الحمل بدون حدوثِ أيةِ مشاكل، أما في 25% الأخرى من الحالات فإن الحبل السري ذا الشريان الواحد والوريد الواحد قد يشير لوجود عيوب خلقية أخرى بالطفل قد تهدد حياته وأحياناً لا.
قد يتسبب وجود الشريان السري الوحيد في زيادة تعرض الجنين لعيوب خلقية مثل القلب، الهيكل العظمي، الأمعاء أو الكلى 
كما ذُكِرَ من قبل، فان الأجنة التي لها شريان سري واحد في الحبل السري تكون معرضةً للعيوب الخلقية مثل مشاكل القلب فهذا يتطلب درجة عالية من الفحص بالموجات الصوتية عالية المستوي لاستبعاد العديد من التشوهات وكذلك لطمئنة الوالدين. مثلَ عمل أشعة الموجات الصوتية على القلب صدى لضمان أن القلب يعمل بشكلٍ جيد. كما أنَّ الاستشارة الوراثية قد تكون مفيدةً أيضاً خاصةً بقياس حجم إيجابيات وسلبيات بعض التدخلات الأكثر خطراً مثل أخذ عينات من الزغابات المشيمية أو بزل السلى.
نؤكد على ما ذكرناه سابقاً أنّ بعض الأجنة تكونُ سليمةً ومُعافاةً تماماً ولا تعانى من أي مشاكل صحيةٍ أخرى سواءً أثناء وجودها داخل الرحم أو بعد الولادة خاصةً تلك الحالات التي لا تعانى من أي مشاكل خلقية مرئية بواسطة الموجات فوق الصوتية.
ما قبلَ عصرِ التكنولوجيا والموجات فوق الصوتية كانت الطريقة الوحيدة للتأكد من عدم وجود شريان سري وحيد هو بعد فحص المشيمة أثناء الولادة ، وبالنظر للغالبية العُظمى من الحالات فإنّ أغلب الأمهات الحوامل لا يستطعن الخضوع للفحص بواسطة تلك الموجات فوق الصوتية المتقدمة لتأكيد أو نفى وجود شريان سري وحيد فإنه لا تزال أغلب الحالات لا تكتشف قبل الولادة حتى اليوم.
غالبا ما يُشير الأطباء والقابلات إلى الآباء باتخاذ الاحتياطات بأهمية وجود فحص منتظم للنمو أثناء الحمل على فترات قريبة لاستبعاد وجود إعاقة لنمو الجنين داخل الرحم الذي يمكن أن يحدث في بعض الأحيان. ومع ذلك ، فإن غالبية الرضع الذين عانوا من إعاقة النمو داخل الرحم يكون لديهم أنواعٌ أخرى من العيوب الخلقية.
وأخيرا، عند اكتشاف وجود شريان سري وحيد في حديثي الولادة فمن المُحتمل أنهم سيعانونَ من مشاكل بالكلى، لذلك الفحص الدقيق للطفل قد يكون له دوافع فوية بعد فترة قصيرة من الولادة.كما أنه في الرُّضع من الممكن زيادة نسبة تعرضهم لالتهابات المسالك البولية بعد الولادة.
قد يترافق وجود حالة الشريان السري الواحد مع متلازمة إدوارد.